# Condado de Anson
El condado de Anson (en inglés: Anson County, North Carolina), fundado en 1750, es uno de los 100 condados del estado estadounidense de Carolina del Norte. En el año 2000 tenía una población de 25 275 habitantes con una densidad poblacional de 18 personas por km². La sede del condado es Wadesboro.

## Historia
El condado fue formado en 1750 a partir del Condado de Bladen. Su nombre se debe a George Anson, un almirante británico.
El condado de Anson fue originalmente un vasto territorio con límites indefinidos por el norte y el oeste. Las reducciones en su extensión se iniciaron en 1753, cuando la parte norte de la misma se convirtió en el Condado de Rowan. En 1762 la parte occidental del condado de Anson se convirtió en el Condado de Mecklenburg. En 1779 la parte norte de lo que quedaba del condado de Anson se convirtió en Condado de Montgomery, y la parte este del Río Pee Dee se convirtió en el Condado de Richmond. Por último, en 1842 la parte occidental del Condado de Anson se combinó con la parte sureste del condado de Mecklenburg para convertirse en el Condado de Union.

## Geografía
Según la Oficina del Censo, el condado tiene un área total de 1391 km² (537,1 mi²), de la cual 1375 km² (530,9 mi²) es tierra y 16 km² (6,2 mi²) es agua.

### Municipios
El condado se divide en ocho municipios:
Municipio de Ansonville, Municipio de Burnsville, Municipio de Gulledge, Municipio de Lanesboro, Municipio de Lilesville, Municipio de Morven, Municipio de Wadesboro y Municipio de White Store

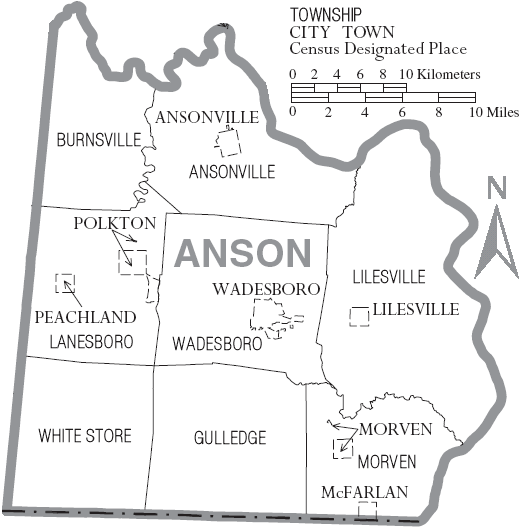
Mapa del Condado de Anson en Carolina del Norte con sus municipios

### Condados adyacentes
- Condado de Stanly - norte
- Condado de Richmond - este
- Condado de Marlboro - sureste
- Condado de Chesterfield - sur
- Condado de Union - oeste

### Área Nacional protegidas
- Refugio de Vida Silvestre Pee Dee (parte)

## Demografía
Según el censo de 2000, el condado cuenta con 25 275 habitantes, 9204 hogares y 6663 familias residentes. La densidad de población es de 18 hab/km² (48 hab/mi²). Hay 10 221 unidades habitacionales con una densidad promedio de 7 u.a./km² (19 u.a./mi²). La composición racial de la población del condado es 49,53% blanca, 48,64% negra o afrodescendiente, 0.45% nativa americana, 0,57% asiática, 0,02% de las islas del Pacífico, 0,32% de otros orígenes y 0.46% de dos o más razas. El 0,83% de la población es de origen hispano o latino cualquiera sea su raza de origen.
De los 9.204 hogares, en el 31,00% viven menores de edad, 47,80% están formados por parejas casadas que viven juntas, 19,80% son llevados por una mujer sin esposo presente y 27,60% no son familias. El 25,10% de todos los hogares están formados por una sola persona y el 11,00% incluyen a una persona de más de 65 años. El promedio de habitantes por hogar es de 2,59 y el tamaño promedio de las familias es de 3,09 personas.
El 25,20% de la población del condado tiene menos de 18 años, el 8,60% tiene entre 18 y 24 años, el 29,00% tiene entre 25 y 44 años, el 22,80% tiene entre 45 y 64 años y el 14,40% tiene más de 65 años de edad. La media de edad es de 37 años. Por cada 100 mujeres hay 96,50 hombres y por cada 100 mujeres de más de 18 años hay 95,80 hombres.
En el 2000 la renta per cápita promedio del condado era de $29 849, y el ingreso promedio para una familia era de $35 870. El ingreso per cápita para el condado era de $14 853. En 2000 los hombres tenían un ingreso per cápita de $27 297 contra $20 537 para las mujeres. Alrededor del 17,80% de la población estaba bajo el umbral de pobreza nacional.

## Lugares

### Ciudades y pueblos
- Ansonville
- Lilesville
- McFarlan
- Morven
- Peachland
- Polkton
- Wadesboro